# سعاد شرواطي
}}
سعاد نفيسة شرواطي (مواليد 10 فبراير 1989) سباحة جزائرية. شاركت في سباق 1500 متر حرة للسيدات في بطولة العالم للألعاب المائية 2017 . في عام 2019 ، مثلت الجزائر في بطولة العالم للألعاب المائية 2019 ‏ التي أقيمت في جوانجو، كوريا الجنوبية. شاركت في سباقي 800 متر سباحة حرة سيدات ‏ و1500 متر حرة سيدات ‏. في كلا المنافستين لم تتقدم للمنافسة في النهائي.
شاركت في الألعاب الأولمبية الصيفية 2020 في سباق الماراثون للسيدات مسافة 10 كيلومترات [الإنجليزية].

## روابط خارجية
- سعاد شرواطي على موقع الاتحاد الدولي للسباحة (الإنجليزية)
- سعاد شرواطي على موقع SwimRankings.net (الإنجليزية)
- سعاد شرواطي على موقع اللجنة الأولمبية الدولية (الإنجليزية)
- سعاد شرواطي على موقع أوليمبيديا (الإنجليزية)